# Каптурник лінійчастий
Каптурник лінійчастий (Stephanopachys linearis) — вид жуків з родини каптурників (Bostrichidae).

## Поширення
Вид поширений в Північній Європі та Північній Азії від Данії і Норвегії до Маньчжурії. Також зрідка трапляється в інших частинах Європи та на Кавказі.

## Опис
Дрібний жук, завдовжки 4-7 мм, довгастої форми і повністю чорного кольору. Крила блискучі і мають багато дрібних горбків.

## Спосіб життя
Личинки та жуки живуть у деревині і флоемі старих або спалених сосен та ялин. Розвиток личинки триває два роки.